# Валпут, Хендрик
Хендрик Валпут (нидерл. Hendrik Waelput, полностью англ. Philippe Henri Pierre Jean-Baptiste Waelput; 26 октября 1845, Гент — 8 июля 1885) — бельгийский композитор и музыкальный педагог.
Начал учиться музыке в гентском коллеже Святой Барбары у Карела Мири. Уже в 1860 г. опубликовал несколько небольших пьес под псевдонимом Х. Любнер (нем. H. Lübner). В 1863—1864 гг. изучал литературу и философию в Гентском университете, затем поступил в Брюссельскую консерваторию, где учился у Франсуа Жозефа Фети. Ещё студентом поставил в Генте свою первую оперу, а в 1866 г. завоевал большой успех у брюссельской публики своей увертюрой «Аннессенс» (посвящённой Франсу Аннессенсу, считающемуся героем борьбы за независимость Бельгии). В 1867 г. был удостоен Римской премии за кантату «Лес» (нидерл. Het woud).
В 1866—1867 гг. дирижёр Королевского фламандского театра в Брюсселе, затем некоторое время работал в Германии. В 1869—1871 гг. руководил консерваторией в Брюгге, однако подвергся фактическому бойкоту местных музыкантов и публики. Несколько лет работал во Франции. С 1875 г. и до конца жизни дирижёр Большого театра в Генте (с перерывом в 1879—1881 гг. на работу в Антверпене).
Автор опер «Чёртова ферма» (фр. La ferme du diable; 1865) и «Стелла» (1881), ещё одна, «Беркен, резчик алмазов» (нидерл. Berken de Diamantslijper; 1868, на сюжет о ювелире Лодевейке ван Беркене), осталась неоконченной. Написал также четыре симфонии, различные хоровые и камерные сочинения. К настоящему времени наибольшей известностью пользуется концерт для флейты с оркестром Валпута (1865), посвящённый флейтисту Жану Дюмону, — один из характерных образцов романтического флейтового концерта.